# 1856 en France
Chronologie de la France
- 1852
- 1853
- 1854
- 1855
- 1856
- 1857
- 1858
- 1859
- 1860

Cette page concerne l'année 1856 du calendrier grégorien.

## Événements
- 19 janvier : Eugénie Smet fonde les sœurs auxiliatrices à Paris. Les premières religieuses prononcent leurs vœux le 27 décembre[1].

- 9 février : le général Bosquet, héros de Crimée, est fait sénateur[2].

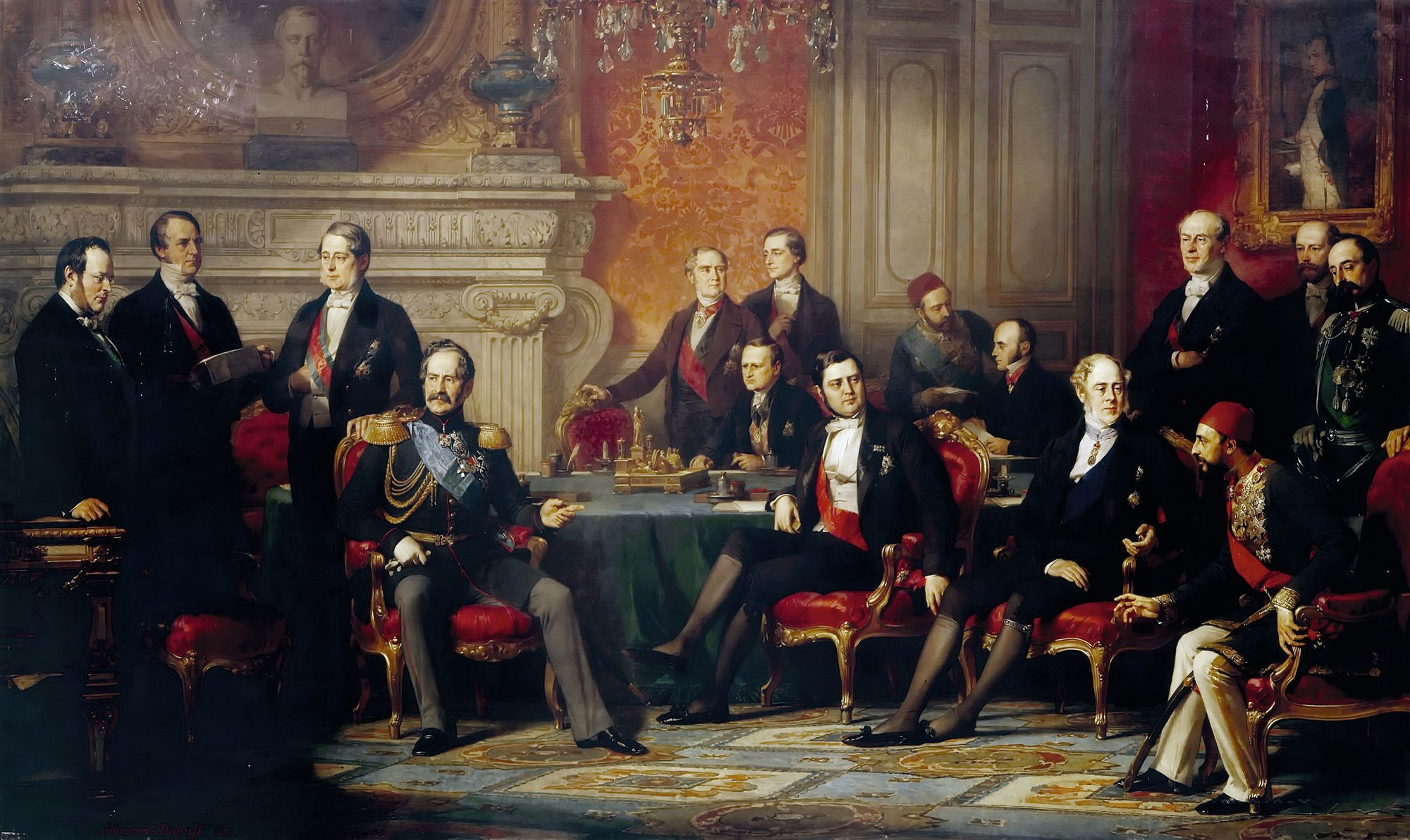
Le Congrès de Paris, Édouard Dubufe.

- 25 février : ouverture du congrès de Paris qui rassemble les grandes puissances européennes pour conclure un traité de paix sur les bases des conférences préliminaires de Vienne et de Constantinople[3].
- 29 février, Chine : dans le Guangxi, le missionnaire français Auguste Chapdelaine (quarante-deux ans), meurt martyr sous la torture, avec un groupe de chrétiens qu'il avait baptisés[4].

- 16 mars :
  - naissance du prince impérial Louis-Napoléon, fils de Napoléon III et d'Eugénie de Montijo[5].
  - le général Jacques Louis Randon (61 ans), gouverneur de l'Algérie, est promu maréchal de France[6].
- 18 mars : les généraux Bosquet et Canrobert sont promus maréchaux de France[7].
- 30 mars : le traité de Paris met fin à la guerre de Crimée, brise l'isolement de la France, place l'Empire ottoman sous la garantie des puissances européennes, et neutralise la mer Noire et les Détroits[3].
- Mars : sept chercheurs d'or sont massacrés à Houaïlou par les Kanaks de Nouvelle-Calédonie[8].

- 7 avril : inauguration du chemin de fer de Dole-Ville à Besançon[9].

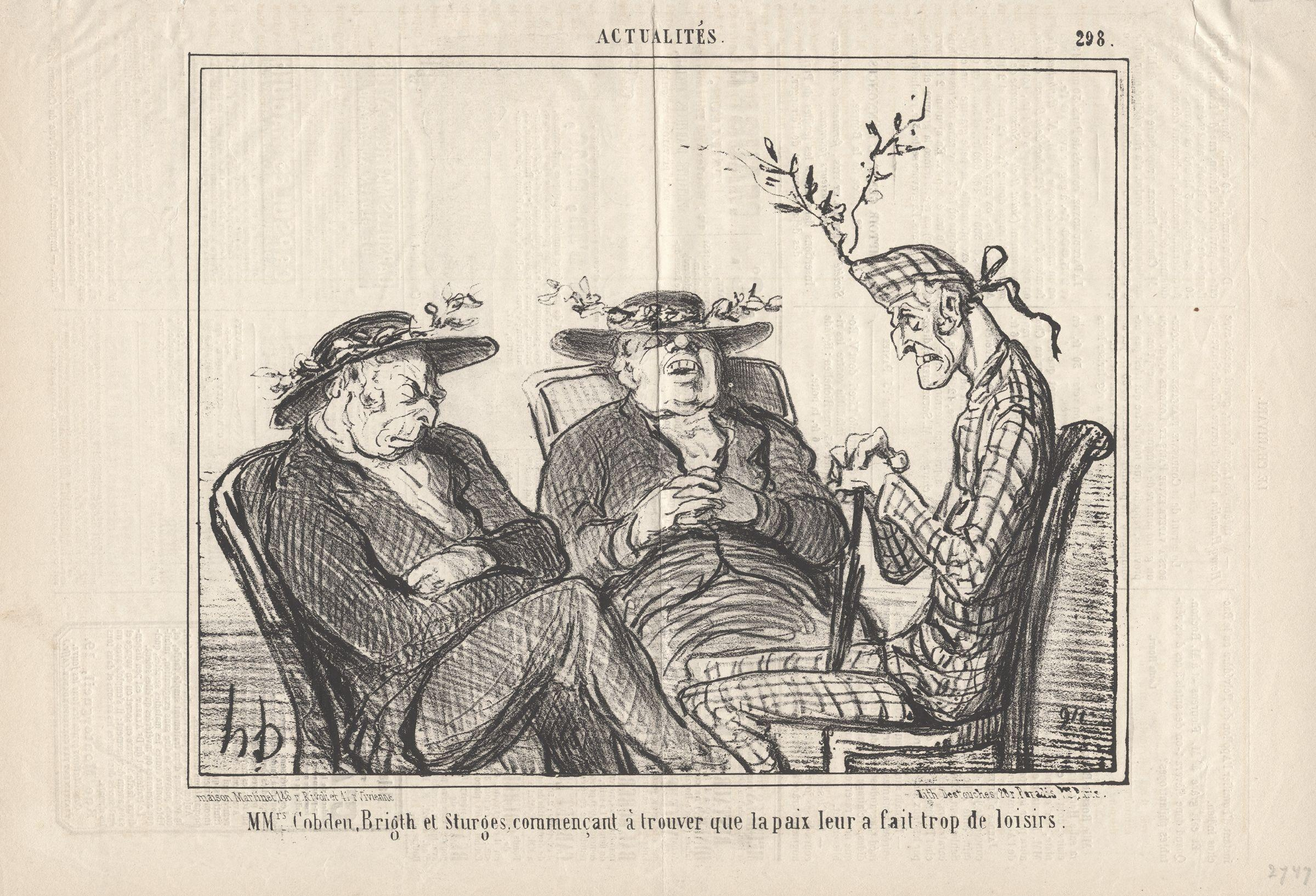
MM. Cobden, Bright et Sturge commençant à trouver que la paix leur a fait trop de loisirs. Lithographie d'Honore Daumier publiée le 18 avril.

- 8 avril : clôture du congrès de Paris. Napoléon III se tourne vers la Grande-Bretagne libérale et vers le Piémont dont le ministre Camillo Cavour est le porte-drapeau des ambitions nationales du Risorgimento, ambitions qu’il exprime lors de la séance de clôture du congrès en posant la question italienne[10].
- 16 avril : la France, le Royaume-Uni, la Russie, la Prusse, l'Autriche, la Sardaigne et la Turquie, réunis à Paris, signent une déclaration d'abolition de la « course en mer » (piraterie officielle)[11].

- 13-17 mai : crue de la Loire à Roanne et à Nevers à la suite de pluies continuelles. Dégâts considérables du Bec d'Allier à Orléans. La crue atteint son maximum à Nantes le 18 mai avant de décroitre[12].

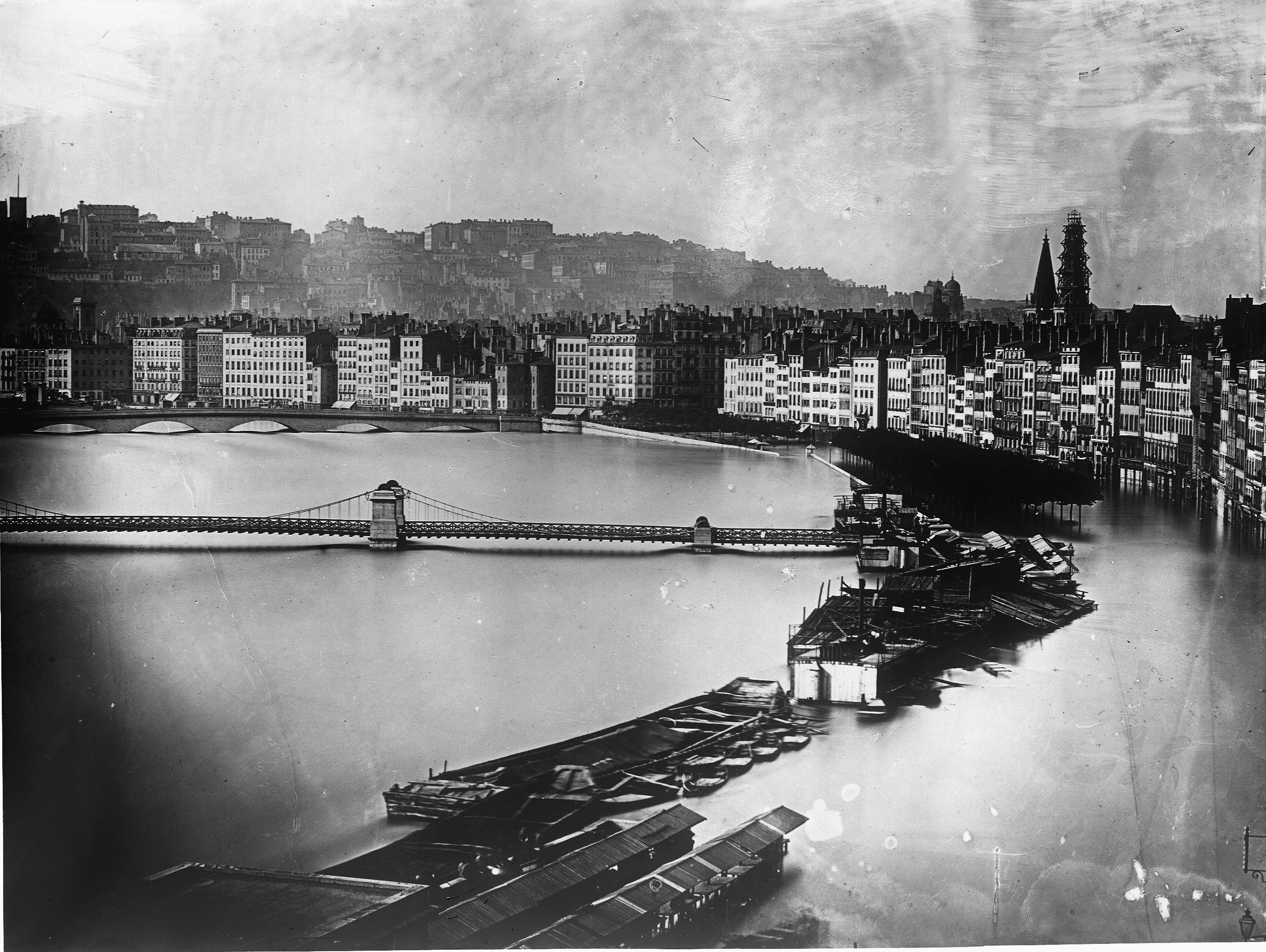
La Saône à Lyon au plus fort de la crue.

- 16 mai : la Saône déborde à Lyon et atteint son niveau de 1840[13].
- 19 mai : la crue du Rhône atteint Avignon, Beaucaire et Arles. Elle décroit les jours suivants mais les pluies reprennent le 28 mai[13].
- 29 mai :
  - crue de la Loire à Andrézieux à la suite de pluies torrentielles[12].
  - inauguration de la section Tonneins-Valence d'Agen du chemin de fer de Bordeaux à Sète (compagnie du Midi)[14].
- 30 mai : la rupture de la chaussée de la Montagnette en amont de Tarascon provoque l’inondation de la ville. La ligne de chemin de fer est coupée[13].
- 31 mai : l’inondation catastrophique du Rhône atteint 5,60 mètre à Arles ; le 1er juin, toute la Camargue est submergée jusqu’au Vaccarès. La décrue commence[13].

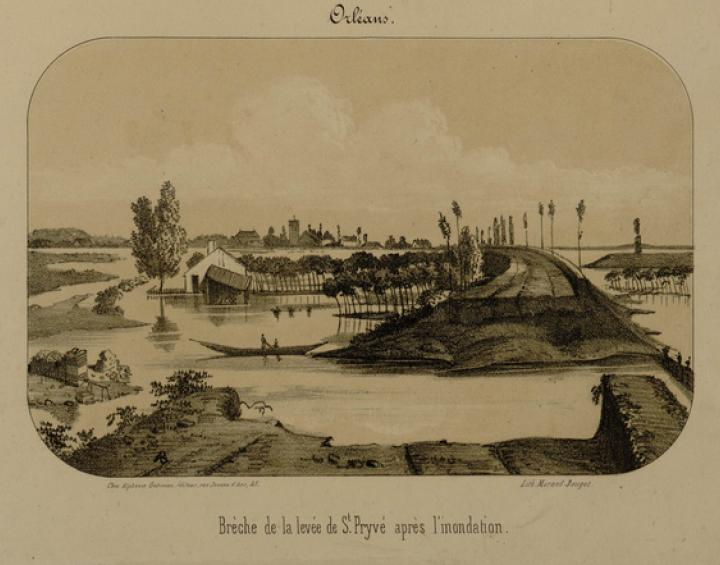
Brèche dans la levée de St-Pryvé-St-Mesmin le 3 juin 1856.

- 1er juin : crue de l'Allier à Moulins, Issoire et Vichy. Du 1er au 2 juin, la rupture des digues cause des inondations catastrophiques de la Loire entre Nevers et Orléans. Tours est entièrement inondée par les crues conjointes de la Loire et du Cher[12].

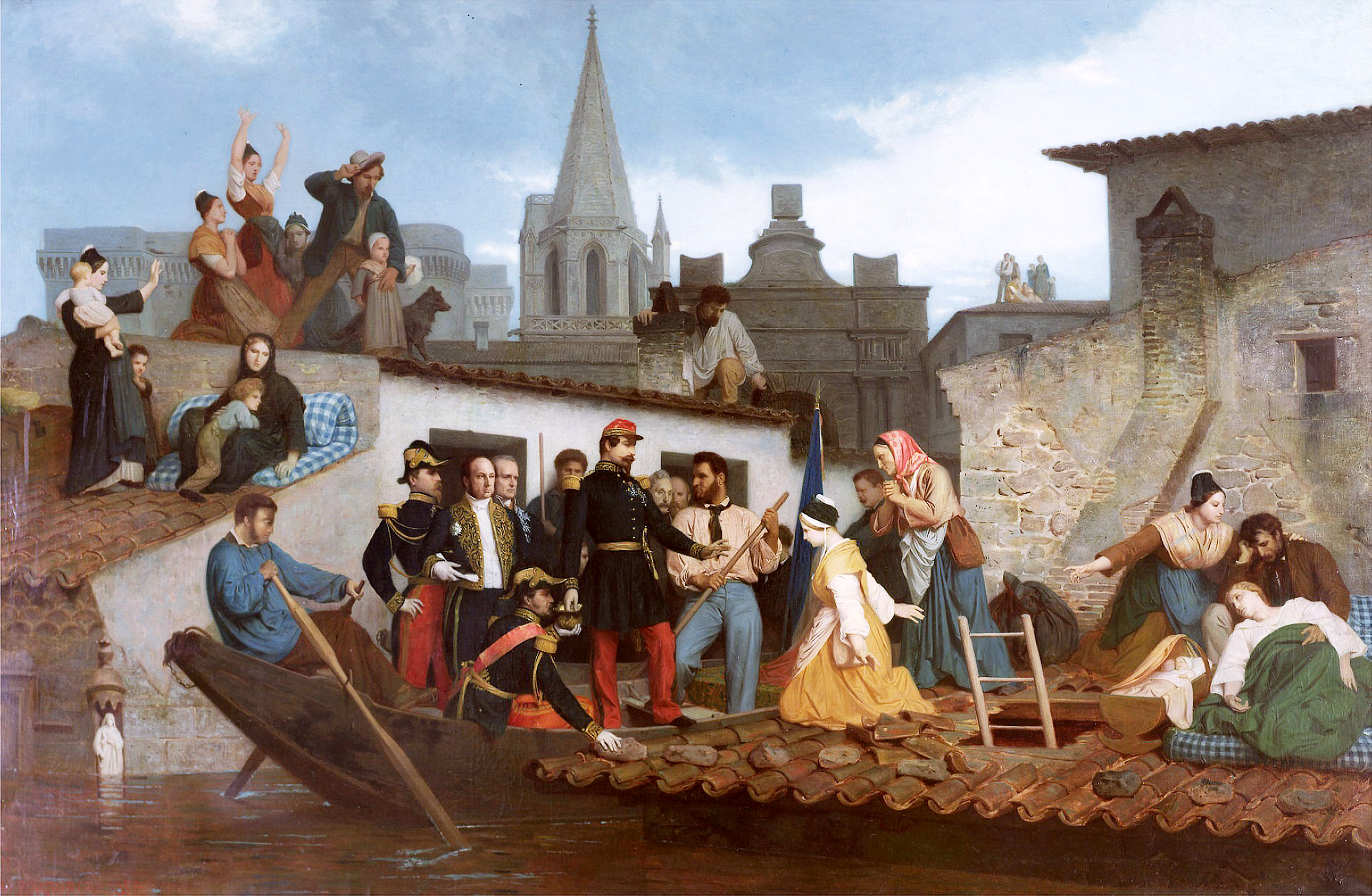
3 juin 1856. Napoléon III accompagné d’un ministre et de deux généraux, visitant en barque les sinistrés de Tarascon.

- 2 juin : visite de Napoléon III auprès des sinistrés de Lyon ; il est acclamé. Le lendemain, il descend la vallée du Rhône jusqu’à Arles par le chemin de fer, via Valence, Avignon et Tarascon, distribuant des subsides pour les inondés[15].
- 3 juin : le val d'Orléans est submergé jusqu’à Beaugency à la suite de la rupture de la levée de Jargeau ; l'inondation atteint Blois et Amboise. La rupture de la levée de la Chapelle-Blanche dans la nuit du 3 au 4 juin épargne Saumur mais les eaux envahissent la vallée de l'Authion et submergent les mines d'Ardoise de Trélazé[12].
- 6-7 juin : Napoléon III visite le val de Loire sinistré. Il s'arrête à Orléans, Tours et Blois, puis rente à Paris[12].
- 6 juin : la reine Victoria décerne au maréchal Aimable Pélissier la Grand-Croix de l'ordre du Bain[16].
- 9-10 juin : Napoléon III est à Angers, puis à Nantes pour visiter les sinistrés des inondations. Il passe à Trélazé où a eu lieu une insurrection républicaine l'année précédente[12].
- 9 et 15 juin : création de la société Renouard et Cie, future Compagnie des Salins du Midi[17].
- 12 juin : parution de L'Ancien Régime et la Révolution d'Alexis de Tocqueville[18].

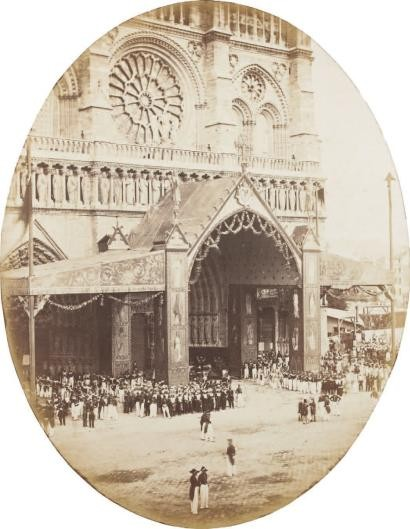
Baptême du prince impérial à Notre-Dame de Paris, 1856.

- 14 juin : baptême du prince impérial, fils de Napoléon III, à Notre-Dame de Paris[19].

- 24 juin : le général Patrice de Mac Mahon devient sénateur[20].

- 7 juillet : ouverture de la ligne de Noisy-le-Sec à Nogent - Le Perreux par la Compagnie des chemins de fer de l'Est[21]. Inauguration de la ligne chemin de fer de Poitiers à Niort et de la gare de Niort[22].
- 17 juillet : loi du 17 juillet 1856 modificative des sociétés en commandite par actions[23] ; assouplissement de la législation commerciale.
- 22 juillet : de retour en France, le maréchal Pélissier reçoit de l'Empereur le titre de duc de Malakoff[24].

- 31 août : la compagnie du Midi inaugure la ligne de chemin de fer de Bordeaux à Toulouse[14].

- 16 septembre : la corvette à vapeur Catinat se présente devant Tourane pour remettre une dépêche du consul Charles de Montigny à l’empereur d’Annam, afin de l’inviter à négocier un traité d’amitié, de commerce, de navigation et de religion avec la France. Tự Đức refuse de lire les lettres et de ravitailler le navire. Le commandant fait canonner le fort de Tourane en représailles[25].

- 10 octobre : la jonction Paris-Marseille est achevée par le percement du tunnel de Saint-Irénée[26].
- 11 octobre : ouverture de la ligne de Rognac à Aix-en-Provence[27].
- 16 octobre : inauguration de la gare de chemin de fer de Toulouse[28].
- 28 octobre : rupture des relations diplomatiques du royaume des Deux-Siciles avec la France et le Royaume-Uni. Les deux puissances sanctionnent Ferdinand II des Deux-Siciles qui n’a pas tenu compte des remontrances sur ses méthodes de gouvernement[29].

- 3 novembre : un colon, Expert, et trois militaires sont attaqués et massacrés par les Kanaks du chef Kuindo dans la vallée des Colons en Nouvelle-Calédonie[30]. En décembre la tribu du chef Kuindo attaque et incendie de la mission de Saint-Louis dans le sud de l'île où les missionnaires tentaient de se réinstaller, faisant quatre morts. les militaires français mènent une expédition punitive jusqu'à Yaté[8]. Les premières révoltes mélanésiennes sont aussitôt réprimées par la destruction des cultures et des villages[31].